# Universidad de Setif
La Universidad Ferhat-Abbas de Setif es una universidad pública argelina situada en la ciudad de Setif, en el vilayato homónimo. 
Creado en 1972, el Centro universitario de Setif recibe su nombre en homenaje al primer presidente del Gobierno provisional de la República Argelina, Ferhat Abbas. 